# Cerro de las Flores, Papantla
Cerro de las Flores är en ort i Mexiko.   Den ligger i kommunen Papantla och delstaten Veracruz, i den sydöstra delen av landet, 240 km nordost om huvudstaden Mexico City. Cerro de las Flores ligger 49 meter över havet och antalet invånare är 232.
Terrängen runt Cerro de las Flores är platt. Havet är nära Cerro de las Flores åt nordost. Runt Cerro de las Flores är det ganska tätbefolkat, med 179 invånare per kvadratkilometer. Närmaste större samhälle är Cazones de Herrera, 13,2 km nordväst om Cerro de las Flores. Omgivningarna runt Cerro de las Flores är en mosaik av jordbruksmark och naturlig växtlighet.